# AOI: Bionix
AOI: Bionix é o sexto álbum de estúdio do grupo De La Soul, lançado em 2001. O álbum foi o segundo em uma série de três (o terceiro, no entanto, até hoje, não foi lançado).

## O Disco
O primeiro single, "Baby Phat" com a participação de Yummy Bingham e Devin the Dude, foi uma ode as mulheres obesas. Slick Rick também aparece em "Things We Do (For Love)"; uma canção bem humorada sobre puberdade e a descoberta sexual. Planos foram feitos para lançar "Special" (apresentando Yummy Bingham), produzida por Kev Brown com um segundo single, entretanto a gravadora Tommy Boy Records quase foi a falência, cortando boa parte da promoção que seria feita para Bionix. Como outros álbuns de hip-hop, existe também uma versão do álbum com as canções intrumentais (disponível em vinil).

### Interludes
Assim como em outros álbuns do De La Soul, este disco apresenta diferentes sktis, desta vez com um personagem chamado "Reverend Do Good". Os skits funcionam como um comentário social assim como introdução e final das canções.
| Críticas profissionais                                                      | Críticas profissionais  |
| Avaliações da crítica                                                       | Avaliações da crítica   |
| Fonte                                                                       | Avaliação               |
| --------------------------------------------------------------------------- | ----------------------- |
| About.com                                                                   | [ 1 ]                   |
| Allmusic                                                                    | [ 2 ]                   |
| Entertainment Weekly                                                        | (B+)                    |
| HipHopDX.com                                                                | [ 4 ]                   |
| Robert Christgau                                                            | (A) [carece de fontes?] |
| Rolling Stone                                                               | [ 5 ]                   |
| Esta tabela precisa de ser acompanhada por texto em prosa. Consulte o guia. |                         |

## Faixas
1. "Intro" – 0:29
  - Produzido por Def 2 U
  - sample de "Black Patch" por 5th Dimension
2. "Bionix" – 2:43
  - Produzido por Supa Dave West
  - sample de "Guiding Star" por Tavares
3. "Baby Phat" – 3:50
  - Featuring Devin the Dude e Yummy Bingham
  - Produzido por Supa Dave West
4. "Simply" – 4:05
  - Produzido por Supa Dave West
5. "Simply Havin'" – 0:48
  - sample de "Think Twice" por Donald Byrd
6. "Held Down" – 4:54
  - Featuring Cee-Lo
  - Produzido por Posdnous
7. "Reverend Do Good #1" – 1:05
8. "Watch Out" – 3:37
  - Produzido por Supa Dave West
  - sample de "Mood for Milt" por Cal Tjader
  - sample de "Cubano Chant" por Jimmy Smith e Wes Montgomery
9. "Special" – 3:36
  - Featuring Yummy Bingham
  - Produzido por Kev Brown
10. "Reverend Do Good #2" – 1:14
11. "The Sauce" – 2:25
  - Featuring Philly Black
  - Produzido por Supa Dave West
12. "Am I Worth You?" – 4:01
  - Featuring Glenn Lewis
  - Produzido por Supa Dave West
  - sample de "Sun Shower" por Jimmy Smith e Wes Montgomery
13. "Pawn Star" – 4:06
  - Featuring Shell Council
  - Produzido por De La Soul
14. "What We Do (For Love)" – 5:04
  - Featuring Slick Rick
  - Produzido por Megahertz
15. "Reverend Do Good #3" – 2:20
16. "Peer Pressure" – 5:09
  - Featuring B-Real e Jay Dee
  - Produzido por Jay Dee
17. "It's American" – 1:09
18. "Trying People" – 4:31
  - Produzido por Def 2 U
  - sample de "Black Patch" por 5th Dimension

## Singles
| Informação                                        |
| ------------------------------------------------- |
| "Baby Phat" - Lançado: 2001 - Lado-B: "Watch Out" |